# تپه سرآسیاب
تپه سرآسیاب مربوط به عصر مس است و در شهرستان ملایر، بخش سامن، دهستان حرم رود سفلی، روستای کرتیل آباد واقع شده و این اثر در تاریخ ۲۵ آبان ۱۳۸۷ با شمارهٔ ثبت ۲۳۷۰۵ به‌عنوان یکی از آثار ملی ایران به ثبت رسیده است.